# Leichtathletik-Europameisterschaften 1962/Hochsprung der Frauen

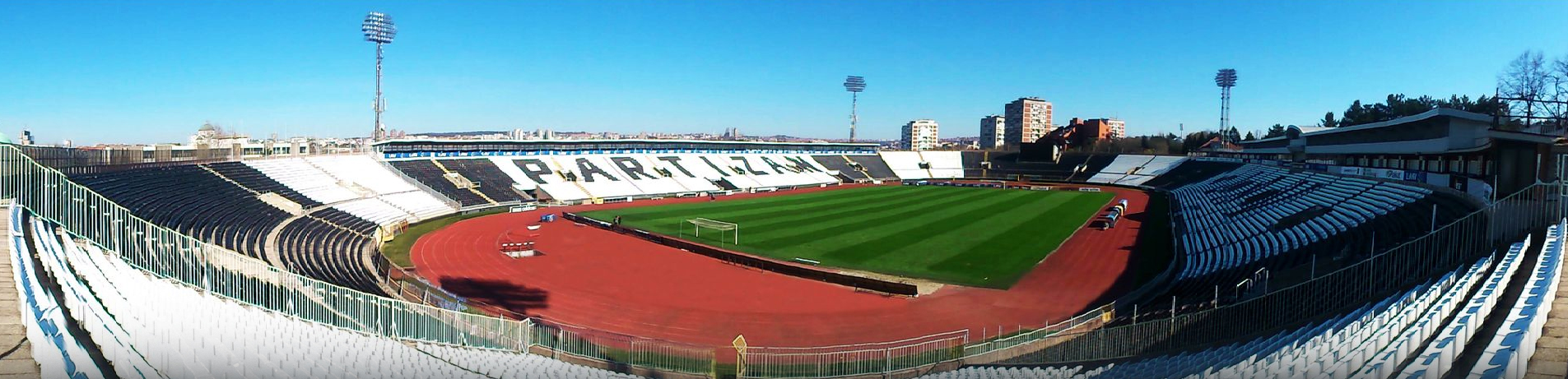
Panoramablick auf das Partizan-Stadion 2014 – 52 Jahre
nach den dortigen Europameisterschaften

Der Hochsprung der Frauen bei den Leichtathletik-Europameisterschaften 1962 wurde am 13. und 14. September 1962 im Belgrader Partizan-Stadion ausgetragen.
Europameisterin wurde die rumänische Titelverteidigerin, Olympiasiegerin von 1960 und Weltrekordinhaberin Iolanda Balaș. Sie gewann vor der Jugoslawin Olga Gere. Bronze ging an die Britin Linda Knowles.

## Rekorde

### Bestehende Rekorde
| Weltrekord           | 1,91 m | Iolanda Balaș | Sofia, Bulgarien       | 16. Juli 1961   |
| Europarekord         | 1,91 m | Iolanda Balaș | Sofia, Bulgarien       | 16. Juli 1961   |
| Meisterschaftsrekord | 1,77 m | Iolanda Balaș | EM Stockholm, Schweden | 21. August 1958 |

### Rekordverbesserungen
Der bestehende EM-Rekord wurde verbessert und darüber hinaus gab es einen neuen Landesrekord.
- Meisterschaftsrekord: 1,83 m – Iolanda Balaș (Rumänien), Finale am 14. September
- Landesrekord: 1,76 m – Olga Gere (Jugoslawien), Finale am 14. September

## Qualifikation
13. September 1962
Die vierzehn Teilnehmerinnen traten zu einer gemeinsamen Qualifikationsrunde an. Vier Athletinnen (hellblau unterlegt) übertrafen die Qualifikationshöhe für den direkten Finaleinzug von 1,67 m. Damit war die Mindestanzahl von zwölf Finalteilnehmerinnen nicht erreicht. Das Finalfeld wurde mit den nächsten acht bestplatzierten Sportlerinnen (hellgrün unterlegt) auf zwölf Springerinnen aufgefüllt, wobei auch die Fehlversuchsregel zur Geltung kam. So reichten schließlich 1,61 m für die Finalteilnahme.
Ob diese Qualifikation bei letztlich lediglich zwei ausscheidenden Athletinnen wirklich notwendig war, ist schon etwas fraglich.
| Platz | Name                  | Nation         | Höhe (m) |
| ----- | --------------------- | -------------- | -------- |
| 1     | Iolanda Balaș         | Rumänien       | 1,67     |
| 2     | Olga Gere             | Jugoslawien    | 1,67     |
| 3     | Taissija Tschentschik | Sowjetunion    | 1,67     |
| 4     | Linda Knowles         | Großbritannien | 1,67     |
| 5     | Dorothy Shirley       | Großbritannien | 1,64     |
| 6     | Leena Kaarna          | Finnland       | 1,64     |
| 7     | Jarosława Bieda       | Polen          | 1,64     |
| 8     | Heidi Hummel          | Deutschland    | 1,64     |
| 9     | Frances Slaap         | Großbritannien | 1,64     |
| 10    | Doris Walther         | Deutschland    | 1,61     |
| 11    | Nel Zwier             | Niederlande    | 1,61     |
| 12    | Éva Mihályfi          | Ungarn         | 1,61     |
| 13    | Erika Strößenreuther  | Deutschland    | 1,61     |
| 14    | Canel Konvur          | Türkei         | 1,50     |

## Finale

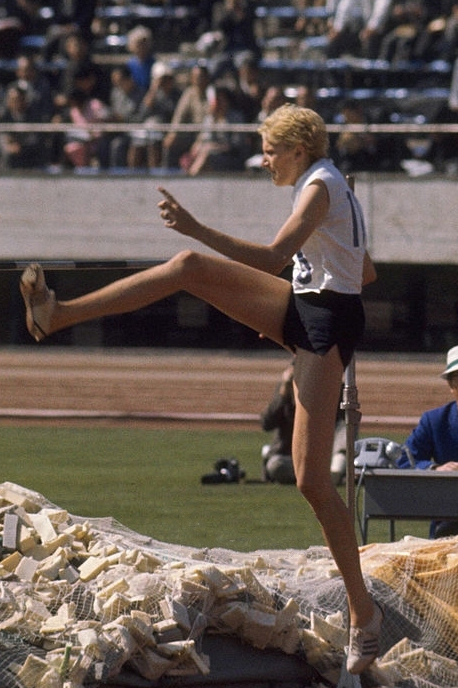
Iolanda Balaș, die dominante Hochspringerin in diesen Jahren, errang nach Olympiagold 1960 und Weltrekord ihren zweiten EM-Titel

14. September 1962, 16.10 Uhr
| Platz | Name                  | Nation         | Höhe (m) |
| ----- | --------------------- | -------------- | -------- |
| 1     | Iolanda Balaș         | Rumänien       | 1,83 CR  |
| 2     | Olga Gere             | Jugoslawien    | 1,76 NR  |
| 3     | Linda Knowles         | Großbritannien | 1,73     |
| 4     | Dorothy Shirley       | Großbritannien | 1,67     |
| 5     | Doris Walther         | Deutschland    | 1,67     |
| 6     | Taissija Tschentschik | Sowjetunion    | 1,64     |
| 7     | Jarosława Bieda       | Polen          | 1,64     |
| 8     | Heidi Hummel          | Deutschland    | 1,64     |
| 9     | Frances Slaap         | Großbritannien | 1,64     |
| 10    | Nel Zwier             | Niederlande    | 1,61     |
| 10    | Leena Kaarna          | Finnland       | 1,61     |
| 12    | Éva Mihályfi          | Ungarn         | 1,61     |

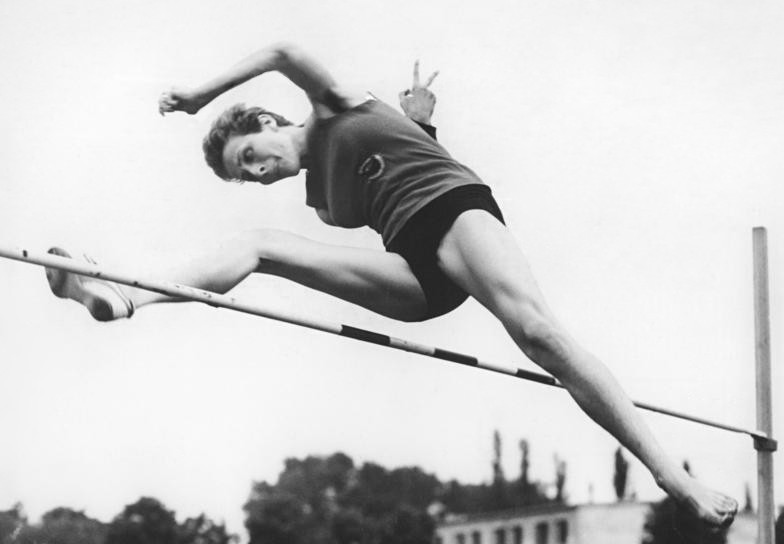
Doris Walther, spätere Doris Langer, erreichte Platz fünf
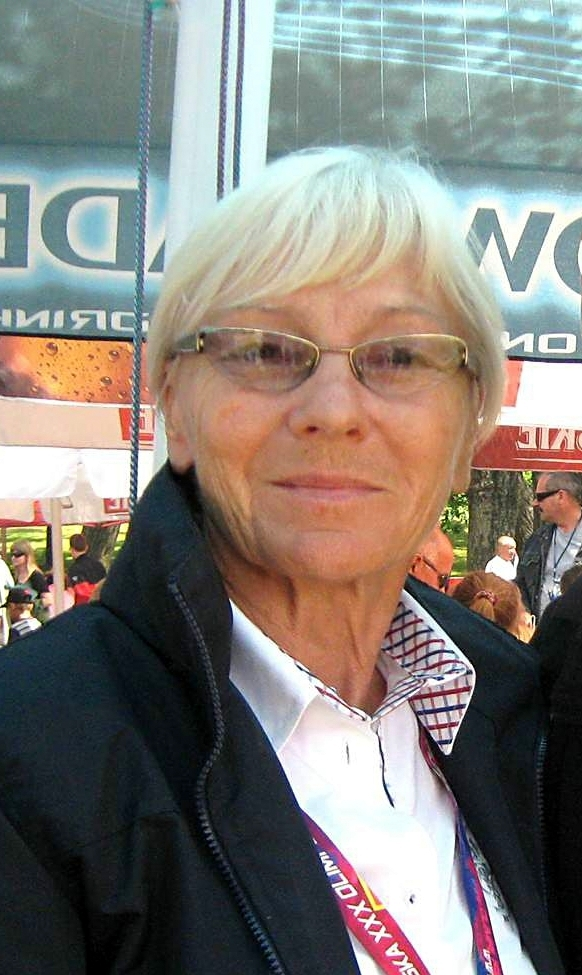
Jarosława Bieda (hier im Jahr 2013), unter ihrem früheren Namen Jarosława Jóźwiakowska Olympiazweite von 1960, belegte Rang sieben
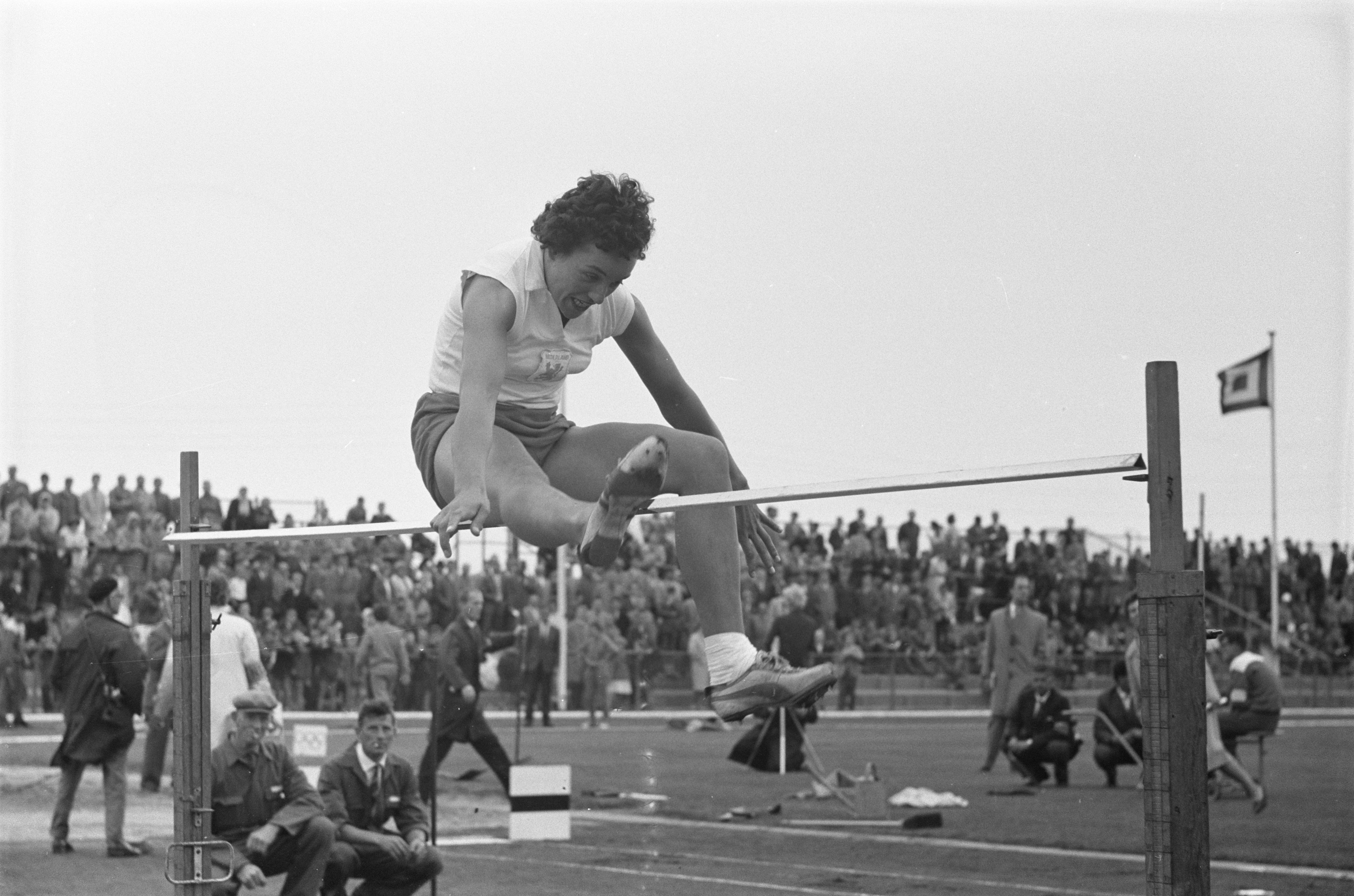
Nel Zwier belegte den geteilten zehnten Rang